# Wolf Spillner
Wolf Spillner, eigentlich Wolfgang Spillner (* 30. Mai 1936 in Herzberg am Harz; † 28. November 2021 in Ludwigslust) war ein deutscher Naturfotograf und Schriftsteller.

## Leben und Wirken
Im Alter von 13 Jahren zog er mit seiner Mutter in ein Landhaus in der Lüneburger Heide, mit 16 Jahren war er elternlos. Aus Protest gegen die Wiederbewaffnung der Bundesrepublik Deutschland übersiedelte er 1955 in die DDR. Er lebte in der Naturlandschaft Mecklenburgs und war Mitbegründer der Künstlerkolonie Drispeth. 
Spillner arbeitete zunächst als Journalist. Später betrieb er ornithologische Studien und galt als einer der profiliertesten Naturfotografen der DDR. Dabei widmete er sich insbesondere der Beobachtung der Seeadler. Beeinflusst von Werner Lindemann, wurde er Autor von Kinder- und Jugendbüchern, von denen einige verfilmt wurden. Sein bekanntestes Buch Taube Klara wurde in 8 Sprachen übersetzt und 1991 mit dem Deutschen Jugendliteraturpreis ausgezeichnet.
Der 1986 veröffentlichte Film Ein Wigwam für die Störche orientiert sich frei an einer seiner Erzählungen. Basierend auf seinem Buch Wasseramsel entstand 1990 der DEFA-Spielfilm Biologie! (Arbeitstitel: Die Wasseramsel) unter der Regie von Jörg Foth und mit Stefanie Stappenbeck in der Hauptrolle.

## Werke
- Seeadler – gestern und heute. Galenbeck: Hoyer, 2004.
- Natur-Ansichten oder die Macht der Kamille. Schwerin: Demmler, 1996.
- Lieber weisser Vogel. Leipzig: LeiV, 1996, 1. Aufl.
- Der Seeadler. Rostock: Hinstorff, 1993.
- Die Graugans. Berlin: Kinderbuchverlag, 1990.
- Feldornithologie. Eine Einführung, zusammen mit Winfried Zimdahl, Berlin: Deutscher Landwirtschaftsverlag, 1990.
- Schmetterlinge. Berlin: Kinderbuchverlag, 1989.
- Claas und die Wunderblume. 1. Aufl., Berlin: Kinderbuchverlag, 1989, Rostock: Hinstorff, 1999.
- Im Walde wohnt der schwarze Storch. Berlin: Kinderbuchverlag, 1. Aufl. 1988, Neuaufl. 1991.
- Taube Klara oder Zufälle gibt es nicht. Berlin: Kinderbuchverlag,1. Aufl. 1987, Hamburg: Oetinger, 1998
- Zwischen Alpen und Eismeer. Berlin: Kinderbuchverlag, 1987.
- Schätze der Heimat. Berlin: Kinderbuchverlag, 1. Aufl. 1986, 2. Aufl. 1988.
- Der Alte vom Hammer. Berlin: Kinderbuchverlag, 1. Aufl. 1986, Neuaufl. 1991.
- Wasseramsel. Berlin: Kinderbuchverlag, 1. Aufl. 1984, 8. Aufl. 1995.
- Durch Urwald und Dünensand. Berlin: Kinderbuchverlag, 1984.
- Der Riese vom Storvålen. Berlin: Kinderbuchverlag, 1. Aufl. 1983, Neuaufl. 1991.
- Die Hexe mit der Mundharmonika und andere Geschichten. Berlin: Kinderbuchverlag, 1. Aufl. 1983, 2. Aufl. 1987.
- Die Baumräuber. Berlin: Kinderbuchverlag, 1. Aufl. 1982, 2. Aufl. 1985.
- Staatenbildende Insekten. Berlin: Kinderbuchverlag, 1. Aufl. 1981, 2. Aufl. 1984.
- Ferne nahe Welt. Berlin: Deutscher Landwirtschaftsverlag, 1981.
- Wildgänse überm Moor. Stuttgart: Boje-Verlag, 1981, Deutscher Taschenbuch-Verlag, 3. Aufl. 1990.
- Der Luftballon und die Warzenkröte. Berlin: Kinderbuchverlag, 1. Aufl. 1979, Neuaufl. 1999.
- Der Bachstelzenorden. Berlin: Kinderbuchverlag, 1. Aufl. 1979, 3. Aufl. 1981.
- Gänse überm Reiherberg. Berlin: Kinderbuchverlag, 1. Aufl. 1977, 4. Aufl. 1989.
- Die Vogelinsel. Berlin: Kinderbuchverlag, 1976; Weinheim, Bergstraße: KinderBuchVerlag, 2007.
- Der Wald der kleinen Vögel. Berlin: Deutscher Landwirtschaftsverlag, 1976.
- Das Vogeljahr der Küste. Berlin: Deutscher Landwirtschaftsverlag, 1973, 2. Aufl. 1978.
- Land unter dem Wind. Berlin: Deutscher Landwirtschaftsverlag, 1971.
- Der Wald der grossen Vögel. Berlin: Deutscher Landwirtschaftsverlag, 1969, 2. Aufl. 1975.

- Beitrag in: Tiere vor der Kamera. Hrsg. Karl Heinz Moll, 3. Auflage Fotokinoverlag, Leipzig 1977